# Kornacivka, Iarmolînți
Kornacivka (în ucraineană Корначівка) este un sat în comuna Proskurivka din raionul Iarmolînți, regiunea Hmelnîțkîi, Ucraina.

## Demografie
Componența lingvistică a localității Kornacivka
     Ucraineană (100%)
Conform recensământului din 2001, toată populația localității Kornacivka era vorbitoare de ucraineană (100%).